# Elbe 1 (Schiff, 1965)
Die Elbe 1 ist ein ehemaliges Küstenstreifenboot der Wasserschutzpolizei Hamburg und heute Museums- und Traditionsschiff mit Heimathafen  Hamburg.

## Geschichte
Das Schiff wurde als Wasserschutzpolizei 1 unter der Baunummer 439 auf der Schiffswerft Ernst Menzer in Hamburg-Bergedorf für die Wasserschutzpolizei Hamburg gebaut und am 9. Dezember 1965 in Dienst gestellt. Es war eines von mehreren Küstenstreifenbooten für die Wasserschutzpolizeien der Bundesländer Schleswig-Holstein, Hamburg und Bremen, die sich nur gering unterschieden.
Das Schiff wurde zunächst mit neun Mann, später mit vier Mann Besatzung im Streifendienst im Hamburger Hafen und auf der Unterelbe bis St. Margareten, bisweilen auch bis zur Hoheitsgrenze in der Nordsee eingesetzt. Dafür war das Schiff den Wasserschutzpolizeirevieren Waltershof bzw. Cuxhaven unterstellt.
1992 wurde die Wasserschutzpolizei 1 in Wasserschutzpolizei 3 umbenannt, da die Ziffer „1“ vom Neubau Bürgermeister Brauer übernommen wurde.
Im Oktober 1996 wurde das Schiff außer Dienst gestellt und im Sommer 1997 vom Museum der Arbeit und dem Verein für ehemalige WS-Barkassen in Hamburg übernommen. Der Verein überholte das Schiff und brachte es im Sommer 2002 als Museumsschiff mit Zulassung als Traditionsschiff wieder in Fahrt. Es ist für die Küstenfahrt zugelassen und kann maximal 40 Passagiere befördern.

## Technische Daten
Das Schiff wird von zwei MWM-Dieselmotoren angetrieben. Es erreichte zunächst eine Geschwindigkeit von 22 kn. Später wurde die Leistung der Motoren auf jeweils 343 kW gedrosselt. Das Schiff erreicht nun eine Höchstgeschwindigkeit von 16 kn. Weiterhin befindet sich ein Hilfsdiesel an Bord. Die Reichweite des Schiffes beträgt 700 Seemeilen.
Das Schiff ist mit einem Schlauchboot ausgerüstet, welches im Achterschiffsbereich mitgeführt wird. Auf beiden Seiten des Schiffes befindet sich ein Hydraulikkran, mit welchem das Schlauchboot zu Wasser gelassen und wieder an Bord gehoben werden kann.